# Wayne Sermon
Daniel Wayne Sermon (American Fork, 15 juni 1984) is een Amerikaans muzikant, songwriter en producer. Hij is de leadgitarist van de poprockband Imagine Dragons.

## Biografie
Sermon werd geboren op 15 juni 1984 in American Fork, Utah. Hij komt uit een gezin van de vijf kinderen en groeide op als lid van De Kerk van Jezus Christus van de Heiligen der Laatste Dagen. In zijn jeugd leerde Sermon cello en gitaar spelen. Hij was vastbesloten om gitarist te worden, zelfs als kind. Zijn vader had een  Audiofiel kwaliteit versterker, een platenspeler en alle Beatles vinyl albums die Sermon graag luisteren. Hij hield ook van de klanken van Tom Scholz (uit Boston) en zijn benadering van solo's. Hij studeerde aan het Berklee College of Music, waar hij in 2008 afstudeerde in gitaarprestaties en compositie.
Bij Berklee maakte hij deel uit van een groep met vijf gitaren genaamd The Eclectic Electrics. Sermon zag Dan Reynolds optreden in een club in Utah en benaderde hem om te praten over zijn muzikale interesses. Reynolds nodigde hem uit om zich bij zijn band aan te sluiten en naar Las Vegas te verhuizen. Sermon nodigde Ben McKee uit om zich bij de band in Las Vegas aan te sluiten en drummer Daniel Platzman sloot later aan. In Las Vegas trad de band op en verzoende hun ambacht bijna 's nachts als een lounge act. Vegas Music Summit Headliner 2010 en meer stuurde de band op een positief traject. In november 2011 tekenden ze bij Interscope Records en begonnen ze samen te werken met producer Alex da Kid. In 2012 brachten ze hun debuutalbum Night Visions uit.
Sermon's gitaren verzameling bevat onder meer een Fender Jazzmaster JM66B, Bilt "The Relevator LS", Bilt SS Zaftig, Gibson Custom L-5 Doublecut, Bilt Volare, Gibson J-35, Gibson LG-2 American Eagle, Gibson Les Paul Goldtop, Fender Stratocaster en Bilt "The Relevator".

### Privé
Sermon trouwde met Alexandra Hall, een danseres en afgestudeerde studente aan de Brigham Young-universiteit in Californië, op 18 februari 2011. Op 26 juli 2014 kregen Sermon en Hall hun eerste kind, River James Sermon. Op 21 januari 2016 verwelkomden ze hun tweede zoon, Wolfgang Alexander Sermon.

## Filmografie
| Jaar | Titel                     | Rol                 | Opmerkingen    |
| ---- | ------------------------- | ------------------- | -------------- |
| 2015 | Project Almanac           | Als Imagine Dragons |                |
| 2015 | The Muppets               | Als Imagine Dragons | Televisieserie |
| 2018 | Ralph Breaks the Internet | Zichzelf (stem)     |                |